# Celso Ortiz
Celso Fabián Ortíz Gamarra (ur. 26 stycznia 1989 w Asunción) – paragwajski piłkarz grający na pozycji defensywnego pomocnika.  W reprezentacji Paragwaju zadebiutował w 2010 roku.